# 活性プラセボ
活性プラセボ（かっせいプラセボ、英:active placebo）とは、なんの作用もないのではなく、本物の治療を受けていると確信させるような目立った副作用を生じるような偽薬である。特にランダム化比較試験 (RCT) において誰が本当の治療を受けているか分からなくする盲検化を徹底し、偽薬であることを見破られないために使われる。活性偽薬ともいう。

## 命名
1965年の論文によれば、1959年のドイツの論文中に「分からなくした偽薬」（concealed placebo、ドイツ語: Kaschiertes Placebo）という言葉が提案されている。

## 意義
根拠に基づく医療では、ランダム化比較試験が最も質の高い証拠だとされており、医師からも患者からも本当の治療を受けているか分からなくすることで、新しい治療を受けていることで患者の反応が良くなったり医師の評価が良くなってしまうという偏りを排除するが、誰が本当の治療を受けたかというこの「盲検化」が徹底されなければ、治療効果の評価を偏らせるリスクがある。
200件に1件 (0.5%) の研究で使われており、少ないためもっと積極的に利用されるべきである。またしかし、活性プラセボによる害が活性プラセボの使用による利益を上回ることが倫理的に必要とされる。